# Witvoetmuis
De witvoetmuis (Peromyscus leucopus) is een knaagdier uit de onderfamilie Neotominae. Hij is nauw verwant aan de hertmuis, waarvan hij moeilijk te onderscheiden is.

## Kenmerken
Hij heeft een witte buik en poten. Ook de onderzijde van de staart is wit. De bovenzijde varieert van kleur per regio, maar meestal is hij bruinig tot rossig. De witvoetmuis wordt 130 tot 205 millimeter lang en 10 tot 43 gram zwaar. De staart beslaat bijna de helft van de lichaamslengte, en is tussen de 63 tot 100 centimeter lang.

## Verspreiding en leefgebied
De witvoetmuis leeft in de oostelijke helft van de Verenigde Staten, met uitzondering van Florida. Ook in aangrenzende gebieden in Mexico en Canada komt hij voor. Hij leeft voornamelijk in gebieden met veel bomen of struiken, maar hij is ook te vinden in meer open gebied, voornamelijk als deze in de buurt van een bos ligt.

## Leefwijze
's Nachts komt de witvoetmuis tevoorschijn. Enkele dieren houden een winterslaap, maar de meeste dieren zijn het gehele jaar door actief, en blijven in het nest bij zeer koud weer.
Het is een goede klimmer en besteedt een belangrijk gedeelte van zijn leven in struiken en op lage takken. De witvoetmuis is een omnivoor, die leeft van zaden, vruchten en noten, en insecten als rupsen en kevers. In de herfst legt hij voedselvoorraden aan, waarbij hij noten en zaden verzamelt en bewaart in een nest, als een verlaten hol of een vogelnest. Op het eiland Nantucket is de muis de belangrijkste vector voor de ziekte van Lyme. Kevin Esvelt, biologisch ingenieur aan het MIT, onderzoekt de mogelijkheid om via het aanbrengen van genen, die antilichamen tegen de ziekteverwekkende bacterie maken (Turbogenmethode), de ziekte uiteindelijk te doen verdwijnen. Bron: Vork, jaargang 4, editie 1, april 2017, pagina's 10-15.

## Voortplanting
Na een draagtijd van minstens 22 dagen worden drie tot vijf jongen geboren. Er zijn geboortepieken in de lente en de herfst, maar hij kan het gehele jaar door jongen krijgen, en krijgt meerdere worpen per jaar.